# 平沼赳夫
平沼赳夫（1939年8月3日—），日本政治家，出身於東京都澀谷區。自由民主黨所屬眾議院議員（12次當選）。前後擔任運輸大臣（第70代）、通商產業大臣（第66代）、經濟產業大臣（第1-2代）、奮起日本黨代表等重要職位。

## 經歷
平沼出身顯赫，他是東京的實業家中川恭四郎與妻子中川節子的長子；後來被過繼予第35代內閣總理大臣平沼騏一郎男爵，成為其養子。其義父為曾任原貴族院議員的德川慶喜家第3代當主德川慶光公爵；其義弟德川慶朝是著名的攝影家。
慶應義塾大學法學部畢業後，進入日東紡織工作了11年。後來先後擔任著名政治家佐藤榮作和中川一郎的秘書。1976年和1979年兩次競選眾議院議員均落敗，終於在1980年的大選中在舊岡山1區成功當選，之後連續當選了9次。期間，平沼和政見相近的保守派自民黨議員石原慎太郎、龜井静香、中川昭一等人經常共同行動。他在自民黨內開始時屬於中川集團（自由革新同友會），中川一郎自杀後，加入志帥會，並成為初代事務總長。
平沼有較為濃烈的民族主義，他長期關注北朝鮮綁架日本人問題，並主張對朝強硬；也奉行反美保守，要求加強日本的獨立性。也是親台派，強烈要求日本加強與台灣的關係，先後擔任了日華親善協會全國連合會會長、亞東親善協會顧問以及日華議員懇談會會長。在他擔任運輸大臣與經濟產業大臣期間，積極協助台灣加入世界衛生組織的運動，牽促成台灣人民赴日觀光免簽證。2008年，並榮獲中華民國總統陳水扁頒授予大綬景星勳章，以表彰對台日關係的貢獻。
2005年，平沼因反對小泉純一郎首相的核心政策郵政民營化相關法案而造反脫黨，並以無黨籍的身份來參加「郵政選舉」。但在新首相安倍晉三上任以後，郵政造反派紛紛復黨，但平沼拒絕做出相關檢討，聲稱堅持自己的政治信念，沒有重返自民黨。2009年大選中，「平沼集團」推出15名候選人，希望打造成政界第三勢力，和選舉後組成新黨。
2010年，平沼联合与谢野馨、藤井孝男、园田博之等自民党资深议员共同成立了一个新党「奮起日本」，自民党就此分裂。
2012年11月13日，平沼與曾任東京都知事的石原慎太郎宣佈合組太陽黨，原奮起日本解散之後即併入該黨。同年11月14日，石原慎太郎與橋下徹宣佈太陽黨解散，併入日本維新會，平沼出任日本維新會的國會議員團代表。
2014年，日本維新會內部分裂，石原慎太郎一派分裂出次世代之黨，由平沼赳夫出任黨首。在同年的眾議院選舉中，次世代之黨大敗，眾議院議席只剩下平沼和園田博之兩人。
2015年9月25日，平沼和園田兩人退出次世代之黨，並且重返自民黨。
2017年，平沼赳夫因為身體問題，決定不再出戰該年的選舉，改為派出二兒子平沼正二郎出選，不過自民黨最後支持已經深耕多年、並多次挑戰平沼的阿部俊子出選，最後阿部以些微差距擊敗平沼正二郎。2021年，平沼正二郎挑戰阿部成功，首次當選議員，選後加入自民黨。

## 荣誉

### 日本勋章奖章
- 旭日大绶章（2018年11月3日公布[2]）

## 外部連結
- 平沼赳夫官方網站
- 平沼赳夫簡歷 （页面存档备份，存于）

| 官衔                 | 官衔                                 | 官衔            |
| -------------------- | ------------------------------------ | --------------- |
| 前任： 龜井静香      | 運輸大臣 第70代：1995年—1996年       | 繼任： 龜井善之 |
| 前任： 深谷隆司      | 通商產業大臣 第66代：2000年—2001年   | 繼任： 廢止     |
| 前任： 創設          | 經濟產業大臣 第1、2代：2001年—2003年 | 繼任： 中川昭一 |
| 前任： 1980年6月23日 | 衆議院議員 現職                      | 繼任： -        |